# Caza polivalente

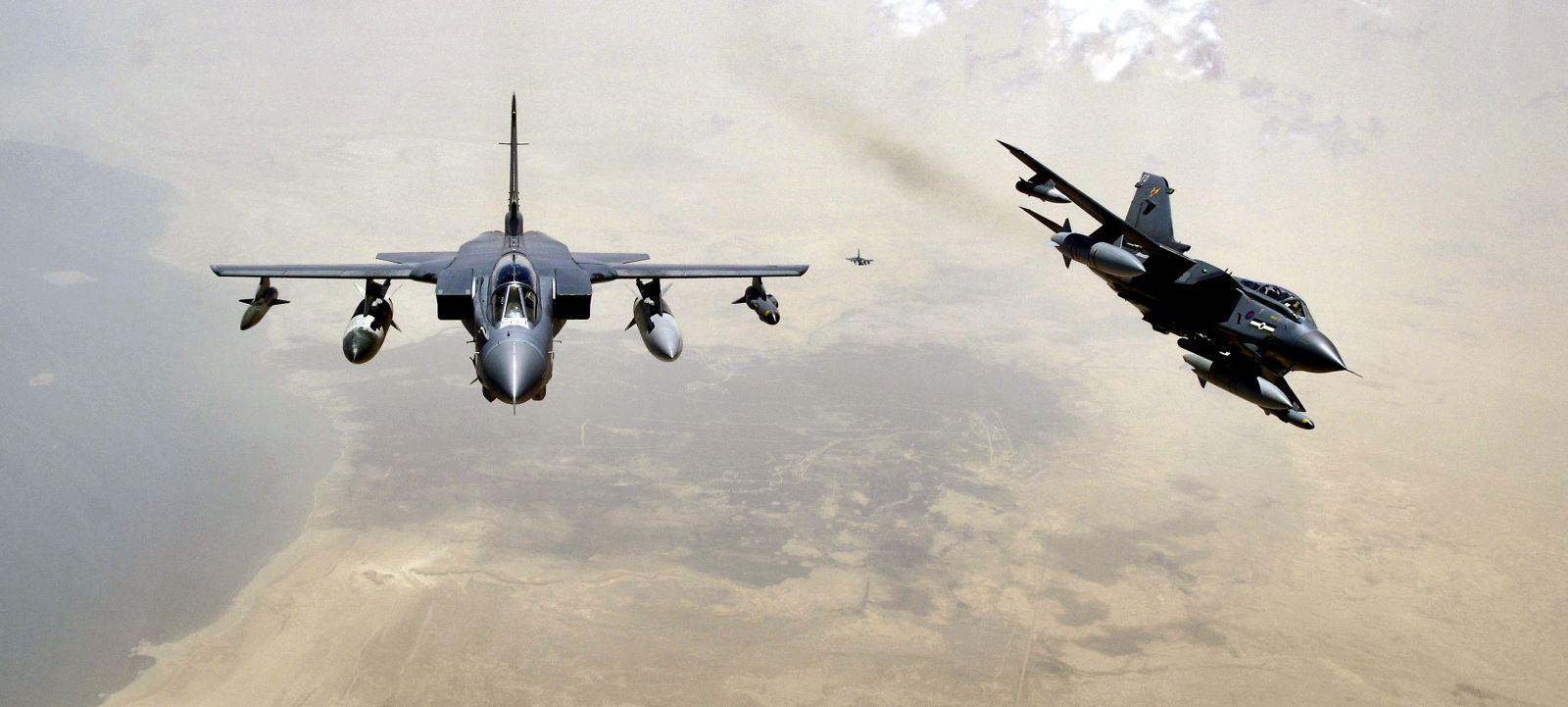
Dos Panavia Tornado GR.4 de la Real Fuerza Aérea Británica. El Tornado es un ejemplo de caza polivalente, y fue el primer avión con el que se comenzó a usar esta definición.

Un caza polivalente o avión de combate polivalente (en inglés: Multi-role combat aircraft) es un avión militar que puede ser usado como caza y como avión de ataque a tierra al mismo tiempo. Por norma general los cazas polivalentes son más ligeros y menos potentes que los cazas de superioridad aérea.
Un caza polivalente se diferencia de un cazabombardero en que ha sido diseñado para realizar misiones de combate aéreo y ataque a tierra por igual, mientras que el cazabombardero es típicamente un caza que también puede emplear armamento aire-tierra.

## Ejemplos
Es un moderno avión de combate, desarrollado desde su inicio para poder realizar misiones de ataque y defensa. Tiene armamento y computadoras de vuelo, para combate "aire-aire" contra otros aviones caza de supremacía aérea; en la misma misión de combate, puede realizar vuelos de penetración profunda dentro de territorio enemigo y ataque a tierra, lanzando bombas guiadas y misiles aire-superficie; también puede realizar misiones de ataque naval, transportando misiles antibuque, con vuelos rasantes sobre el mar.
A continuación se listan ejemplos de cazas polivalentes y el país en el que fueron desarrollados:
| Continente | País / es                          | Avión                                |
| ---------- | ---------------------------------- | ------------------------------------ |
| Europa     | Reino Unido Alemania Italia        | Panavia Tornado                      |
| Europa     | Reino Unido Alemania Italia España | Eurofighter Typhoon                  |
| Europa     | Francia                            | Dassault Mirage 2000                 |
| Europa     | Francia                            | Dassault Rafale                      |
| Europa     | Suecia                             | Saab 39 Gripen                       |
| Europa     | Unión Soviética Rusia              | Sukhoi Su-57                         |
| Europa     | Unión Soviética Rusia              | Sukhoi Su-35                         |
| Europa     | Unión Soviética Rusia              | Mikoyan MiG-35                       |
| Europa     | Unión Soviética Rusia              | Mikoyan MiG-29                       |
| América    | Estados Unidos                     | McDonnell Douglas F-4 Phantom II     |
| América    | Estados Unidos                     | Lockheed Martin F-16 Fighting Falcon |
| América    | Estados Unidos                     | McDonnell Douglas F/A-18 Hornet      |
| América    | Estados Unidos                     | Boeing F/A-18 Super Hornet           |
| América    | Estados Unidos                     | Lockheed Martin F-35 Lightning II    |
| Asia       | Japón Estados Unidos               | Mitsubishi F-2                       |
| Asia       | China                              | Shenyang J-11                        |
| Asia       | China                              | Chengdu J-10                         |
| Asia       | China                              | Shenyang J-8                         |
| Asia       | China                              | Xian JH-7A                           |
| Asia       | China                              | Chengdu J-7                          |
| Asia       | China Pakistán                     | Chengdu/PAC JF-17 Thunder            |
| Asia       | China Rusia                        | Sukhoi Su-30MKK                      |
| Asia       | India Rusia                        | Sukhoi Su-30MKI                      |
| Asia       | India                              | HAL Tejas                            |
| Asia       | India                              | HAL HF-24 Marut                      |